# Litauisk aviationskonstruktion
LAK (Litauisk aviationskonstruktion) är en beteckning på flygplansmodeller från företaget Sportine aviacija, som startade 1969 efter att några entusiaster lyckades övertala sovjetiska flygvapnet att det behövdes en ny segelflygplansfabrik för nytillverkning och reparationer av alla segelflygplan i unionen.
Företagets första glasfiberplan 1972 BK-7 Lietuva 1972 blev grundmodell till ett 20-tal typer och varianter. På reparationsverkstaden gjorde man grundöversyn på över 2 000 Blanik, detta innebar att verkstadslokalerna blev trångbodda och 1982 beslöts om en utbyggnad. 1983 fanns 550 personer anställda på verkstaden och ett 50-tal anställda inom administration och konstruktion. När Sovjetunionen bröt samman stod företaget med stora personal- och lokalkostnader, och framtiden såg mycket mörk ut. Vytautas Sabeckis och Stasys Skalkis köpte företaget och flyttade produktionen till mindre lokaler samtidigt som de kraftigt bantade antalet anställda. Man letade efter legoprodukter att tillverka och i USA hittade man flygplanet Genesis 2 som bara var producerat i några provexemplar eftersom fabrikskapaciteten och kostnaden inte var den rätta i USA. Med tillverkningen av Genesis 2 fick man erfarenhet med kolfiber och leverantörskontakter på andra toppmoderna artiklar i väst. Redan 1993 presenterade LAK fabriken konstruktören Eduardas Lasauskas LAK-17. Flygplanet var i några avseenden före sin tid, men den var tillverkad med rysk teknik och material som inte klarade påfrestningarna planet kunde utsättas för, nu plockade man fram ritningarna och återupptog tillverkningen med moderna material. Flygplanet blev grunden för den senare LAK-19 som tillverkades med spännvidderna 15- och 18 meter. Vid testflygningarna med 15-meters versionen uppmättes glidtalet till 44,5. Flygplanet har även kompletteras med en Solo flygmotor på 26 hk som kan användas för hemflygning när termiken uteblir. Framgångarna har inte uteblivit vid VM i segelflyg 2003 flög 11 piloter med flygplan från LAK. Förutom flygplan tillverkar man även vingar till vindkraftverk och transportvagnar för flygplan.

## Flygplan producerade vid Sportine aviacija - LAK
- BRO-11 "Zyle"
- LAK-5 Nemunas
- BK-7 Lietuva
- LAK-8
- LAK-9
- LAK-11 Nida
- LAK-12
- LAK-14 Strazdas
- LAK-15
- LAK-16
- LAK-17
- Genesis 2
- LAK-17a
- LAK-19
- LAK-20